# Asura horishanella
Asura horishanella är en fjärilsart som beskrevs av Matsumura 1927. Asura horishanella ingår i släktet Asura och familjen björnspinnare. Inga underarter finns listade i Catalogue of Life.